# Терновая (Дергачёвский район)
Терновая, до ВОВ Вертиевка (укр. Тернова), село, 
Протопоповский сельский совет,
Дергачёвский район,
Харьковская область.
Код КОАТУУ — 6322081005. Население по переписи 2001 года составляет 22 (10/12 м/ж) человека.

## Географическое положение
Село Терновая находится на левом берегу реки Криворотовка, выше по течению примыкает село Вертиевка, ниже по течению на расстоянии в 2 км - село Гуковка, на реке несколько запруд.

## История
- 1784 - дата первого упоминания на карте Золочевского уезда[1].
- В 1940 году, перед ВОВ, Вертиевкой[2] называлась современная Терновая; а современная Вертиевка (Богодуховский район) называлась тогда Фёдоровкой.[5]
- В 1940 году в селе Вертиевка, располагавшемся на левом берегу реки Криворотовки, были 71 двор, ветряная мельница и свой сельсовет.[2]